# Далкия (баскетбольный клуб)
«Далкия/Нюбит» (эст. Dalkia/Nybit) — эстонский баскетбольный клуб из Таллина. Один из лучших клубов страны начала XXI века. Участвовал в чемпионатах Эстонии с 1993 года, в чемпионатах Балтийской баскетбольной лиги с 2005 года. Дважды выходил в финал чемпионата Эстонии (1999, 2004). В 1999—2004 и 2006—2008 гг. команду тренировал Тийт Сокк. Клуб неоднократно менял название — «Дублант» (1992—1993), «Нюбит» (1993—1995), «Маркус-Нюбит» (1995—1996, после объединения с «Маркусом» из Раквере), «Нюбит» (1996—2004). В 2003 г. "Нюбит2 объединился с командой эстонского бизнес-колледжа, получив название ЭБК/Нюбит. В 2004 году клуб сменил приставку ЭБК на название французской энергетической компании «Далкия» — Далкия/Нюбит. В 2005 г. клуб объединился с «Аудентес», вследствие чего в начале сезона 2005/2006 команда в течение месяца называлась «Аудентес/Нюбит», но вскоре вернулась к прежнему названию. В 2007 г. спонсором клуба стала крупная в Балтии букмекерская интернет-контора TrioBet, в связи с чем название приняло вид «Триобет/Далкия». По окончании сезона 2008 г. было объявлено, что команда прекращает своё существование. Часть игроков продолжила выступление под названием «Триобет» во втором дивизионе в качестве дочерней команды клуба «Калев/Крамо». А компания «TrioBet» переключилась на финансирование литовского «Жальгириса», позволив ему сформировать фарм-клуб под названием «Триобет» (Каунас).

## Результаты выступлений в чемпионате Эстонии
- 1993 — 10 (из 12, как Дублант)
- 1994 — 5 (из 10, как Маркус)
- 1995 — 4 (из 10, как Маркус)
- 1996 — 5 (из 9, как Маркус-Нюбит)
- 1997 — 5 (из 6, как Нюбит)
- 1998 — 5 (из 6, как Нюбит)
- 1999 — 2 (из 6, как Нюбит)
- 2000 — 3 (из 7, как Нюбит)
- 2001 — 3 (из 8, как Нюбит)
- 2002 — 3 (из 7, как Нюбит)
- 2003 — 4 (из 9, как Нюбит)
- 2004 — 2 (из 7, как ЭБК/Нюбит)
- 2005 — 5 (из 9, как Далкия/Нюбит)
- 2006 — 3 (из 7, как Далкия/Нюбит)
- 2007 — 4 (из 10, как Далкия/Нюбит)
- 2008 — 5 (из 10, как Триобет/Далкия)

## Результаты выступлений в Балтийской баскетбольной лиге
- 2005 — 13 (3-е место во 2-м дивизионе)
- 2006 — 14
- 2007 — не участвовал
- 2008 — 19 (9-е в Кубке вызова)